# Adejumoke Aderounmu
Adejumoke Aderounmu  est une actrice nigériane née le 26 mars 1984 à Abeokuta dans l'État d'Ogun et morte le 7 avril 2024.
Elle se fait connaître en jouant des rôles dans des séries télévisées, comme Esther dans la série télévisée populaire de Nollywood Jenifa's Diary.

## Biographie
Aderounmu Adejumoke naît dans les années 1980 à l'hôpital The Sacred hearts d'Abeokuta dans l'État d'Ogun au Nigeria.
Elle fréquente des écoles privées avant d'obtenir une licence en relations internationales à l'université Obafemi Awolowo, à Ile Ife dans l'État d'Osun. Elle effectue une année de service national dans l'État de Gombe.
Elle commence à jouer comme professionnelle après avoir été auditionné par Tunde Kelani pour le film Arugba en 2008, où elle joue le rôle de la princesse Mobandele aux côtés de Bukky Wright, Bukola Awoyemi, Segun Adefila, et bien d'autres.
Forte du début de  notoriété acquise comme actrice, elle travaille à l'antenne chez Goldmyne Entertainment, présente l'émission Box Office TV sous la direction de Daniel Ademinokan en 2010-2011, travaille à Concert Radio (une station de radio en ligne au Nigeria) de 2012 à 2015, puis  produit la première saison de son émission de télévision intitulée The Lounge with Jumoke, une émission de divertissement présentant des interviews de célébrités et des opinions sur la mode, en 2012.
Adejumoke Aderounmu se fait connaître en 2016 pour son rôle principal d'Esther dans une série télévisée comique intitulée Jenifa's Diary,,. Elle a plus de 10 films (en anglais ou en yoruba) à son actif en tant qu'actrice.
Elle obtient également une certification en réalisation et interprétations de films à la CinéFabrique de Lyon en France, en 2017, après avoir remporté une bourse de la Fondation Ford au Festival international du film d'Afrique à l'issue d'une formation à la réalisation de films DSLR (Digital Single-Lens Reflex) pour les jeunes cinéastes nigérians en 2016. Elle meurt le 7 avril 2024, à 40 ans.

## Distinctions
- Nommée pour le prix de la meilleure actrice au Festival international du film africain de Dallas au Texas (2016).
- Nommée Révélation de l'année, BON awards, Nigeria (2015)
- Gagnante des MayaAfrica Awards 4.0 Face Of Nollywood (2016)
- Gagnante des Scream Awards New Face Of Nollywood (2017)